# 카보데오르노스 국립공원

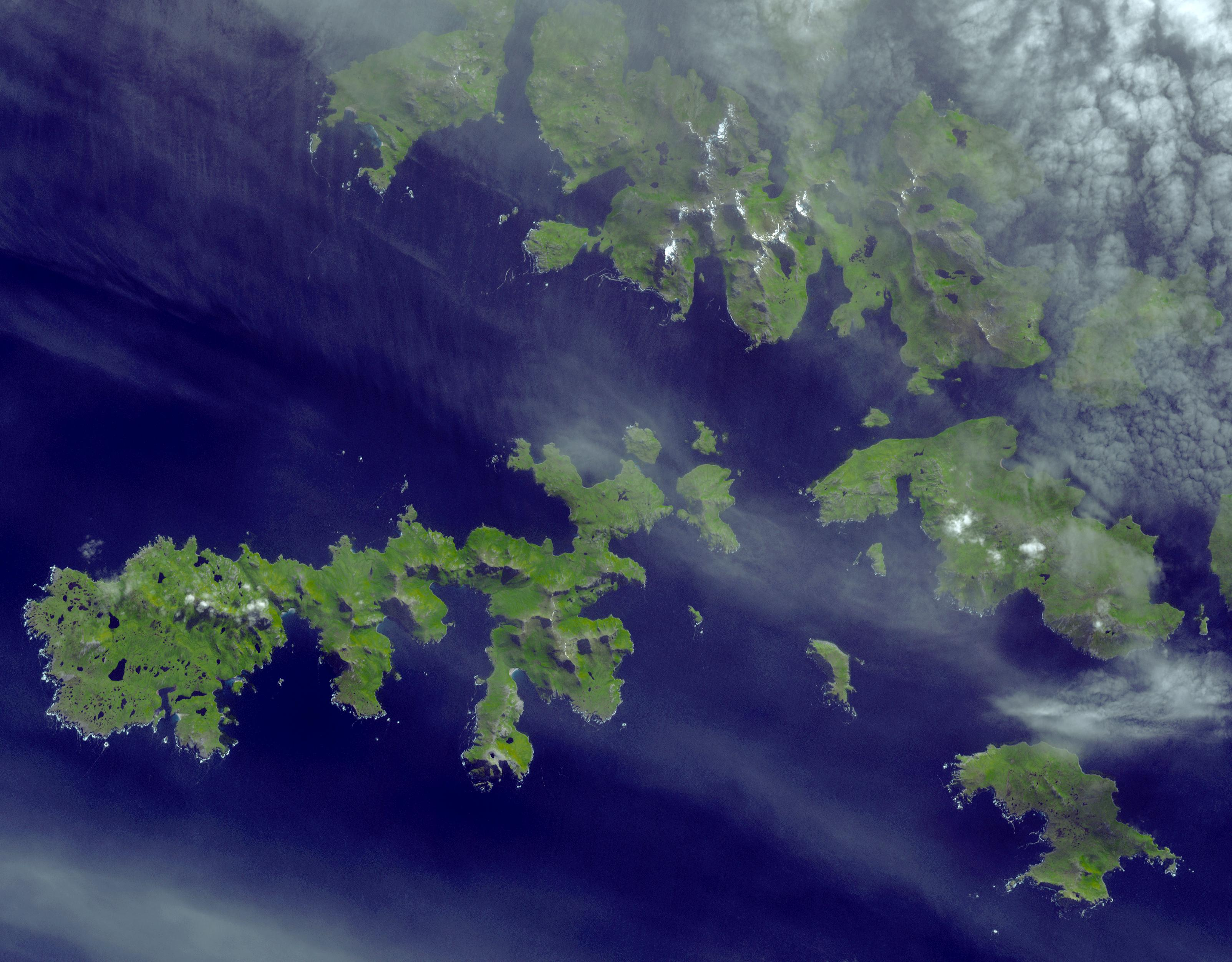

카보데오르노스 국립공원(Cabo de Hornos National Park)은 알베르토 데 아고스티니 국립공원(Alberto de Agostini National Park)과 함께 2005년 유네스코에 의해 생물권보전지역으로 지정된 칠레 남부의 보호지역이다. 세계 최남단 국립공원으로, 안타르티카칠레나 마가야네스주 및 안타르티카칠레나현 지역의 카보데오르노스 코뮌에 속하는 혼곶 군도의 푸에르토윌리암스에서 보트로 12시간 거리에 위치해 있다.
이 공원은 1945년에 만들어졌으며 월라스턴 제도(Wollaston Islands)와 허미트 제도(Hermite Islands)를 포함한다. 면적은 63,093헥타르(155,906에이커)에 달하며 칠레의 모든 국립공원을 관리하는 칠레 기관인 CONAF(Corporacion Nacional Forestal)가 운영한다.

## 같이 보기
- 혼곶